# 汤姆·沃尔芬登
汤姆·沃尔芬登（英語：Tom Wolfenden，1994年2月23日—），英格蘭男子羽毛球運動員。

## 簡歷
2015年，汤姆·沃尔芬登與彼得·布里格斯接連打進葡萄牙國際賽和克羅地亞國際賽的男子雙打決賽，並拿得冠軍。

## 主要比賽成績
只列出曾進入準決賽的國際賽事成績：
| 年份   | 賽事                       | 公開賽級別 | 項目     | 拍檔          | 成績   |
| ------ | -------------------------- | ---------- | -------- | ------------- | ------ |
| 2014年 | 瑞典羽毛球大師賽           | 國際挑戰賽 | 男子雙打 | 马库斯·埃利斯 | 準決賽 |
| 2014年 | 歐洲男子羽毛球團體錦標賽   | 其他       | 男子團體 | －            | 亞軍   |
| 2015年 | 奧地利羽毛球公開賽         | 國際挑戰賽 | 男子雙打 | 彼得·布里格斯 | 亞軍   |
| 2015年 | 葡萄牙羽毛球國際賽         | 國際系列賽 | 男子雙打 | 彼得·布里格斯 | 冠軍   |
| 2015年 | 克羅地亞羽毛球國際賽       | 國際系列賽 | 男子雙打 | 彼得·布里格斯 | 冠軍   |
| 2015年 | 荷蘭羽毛球國際賽           | 國際系列賽 | 男子雙打 | 彼得·布里格斯 | 準決賽 |
| 2015年 | 白夜羽毛球賽               | 國際挑戰賽 | 男子雙打 | 彼得·布里格斯 | 準決賽 |
| 2015年 | 比利時羽毛球國際賽         | 國際挑戰賽 | 男子雙打 | 彼得·布里格斯 | 準決賽 |
| 2015年 | 瑞士羽毛球國際賽           | 國際挑戰賽 | 男子雙打 | 彼得·布里格斯 | 亞軍   |
| 2016年 | 歐洲男子羽毛球團體錦標賽   | 其他       | 男子團體 | －            | 季軍   |
| 2016年 | 西班牙羽毛球國際賽         | 國際挑戰賽 | 男子雙打 | 彼得·布里格斯 | 準決賽 |
| 2017年 | 奧地利羽毛球公開賽         | 國際挑戰賽 | 男子雙打 | 彼得·布里格斯 | 準決賽 |
| 2017年 | 加拿大羽毛球大獎賽         | 大獎賽     | 男子雙打 | 彼得·布里格斯 | 冠軍   |
| 2017年 | 比利時羽毛球國際賽         | 國際挑戰賽 | 男子雙打 | 彼得·布里格斯 | 亞軍   |
| 2017年 | 捷克羽毛球公開賽           | 國際挑戰賽 | 男子雙打 | 彼得·布里格斯 | 準決賽 |
| 2018年 | 歐洲羽毛球男女子團體錦標賽 | 其他       | 男子團體 | －            | 亞軍   |
| 2018年 | 蘇格蘭羽毛球公開賽         | 超級100賽  | 混合雙打 | 珍妮·穆尔     | 準決賽 |
| 2019年 | 奧地利羽毛球公開賽         | 國際挑戰賽 | 男子雙打 | 卡勒姆·亨明   | 準決賽 |

| 2007-2017年 | 首要超級賽 | 超級賽 | 黃金大獎賽 | 大獎賽 | 國際挑戰賽 | 國際系列賽 | 未來系列賽 | 其他 |

| 2018-2026年 | 總決賽 | 超級1000賽 | 超級750賽 | 超級500賽 | 超級300賽 | 超級100賽 | 國際挑戰賽 | 國際系列賽 | 未來系列賽 | 其他 |

### 奧運會和世錦賽參賽紀錄
|          | 搭檔          | 2017 |
| -------- | ------------- | ---- |
| 男子雙打 | 彼得·布里格斯 | 48強 |